# Anton Ponkrasjov
Anton Aleksandrovitsj Ponkrasjov (Russisch: Антон Александрович Понкрашов) (Leningrad, 23 april 1986) is een professionele basketbalspeler die speelt voor het nationale team van Rusland. Hij kreeg de onderscheiding Meester in de sport van Rusland in 2012 en de Medaille voor het dienen van het Moederland in 2012.

## Carrière
Ponkrasjov begon zijn carrière bij Poelkovo Sint-Petersburg. Na één seizoen verhuisde hij naar Conti Sint-Petersburg. In 2004 ging hij spelen voor Spartak Sint-Petersburg. In 2006 stapte hij over na CSKA Moskou. Hij won met CSKA het Landskampioenschap van Rusland in 2007 en 2010 en werd hij Bekerwinnaar van Rusland in 2007 en 2010. Van 2007 tot 2009 werd hij verhuurd aan Chimki Oblast Moskou. Met Chimki werd hij Bekerwinnaar van Rusland in 2008. In 2009 haalde hij de finale van de EuroCup Men tegen Lietuvos rytas Vilnius uit Litouwen en verloor deze met 80-74. In 2010 keerde hij terug naar Spartak Sint-Petersburg. Met Spartak werd hij Bekerwinnaar van Rusland in 2011. In 2011 ging hij weer voor CSKA Moskou spelen. Met CSKA won hij het Landskampioenschap van Rusland in 2012 en 2013. In 2013 verhuisde hij naar Krasnye Krylja Samara. Na één jaar stapte hij over naar Lokomotiv-Koeban Krasnodar maar na een paar wedstrijden ging hij naar Krasnyj Oktjabr Wolgograd. In 2015 ging hij spelen voor UNICS Kazan. In 2019 verhuisde hij naar Zenit Sint-Petersburg. In 2021 stapte hij over naar Chimki Oblast Moskou. In 2024 ging hij spelen voor Dinamo Vladivostok.

## Erelijst
- Landskampioen Rusland: 4
  - Winnaar: 2007, 2010, 2012, 2013
  - Tweede: 2008, 2009
- Bekerwinnaar Rusland: 4
  - Winnaar: 2007, 2008, 2010, 2011
- EuroLeague:
  - Runner-up: 2007, 2012
- EuroCup Men:
  - Runner-up: 2009
- Olympische Spelen:
  - Brons: 2012
- Europees Kampioenschap: 1
  - Goud: 2007
  - Brons: 2011

4 Ponkrasjov ·
5 Holden ·
6 Licholitov ·
7 Fridzon ·
8 Morgoenov ·
9 Samojlenko ·
10 Chrjapa ·
11 Pasjoetin ·
12 Monja ·
13 Kirilenko ·
14 Ivanov ·
15 Savrasjenko ·
Coach: Babkov
· Assistent-coach: 
· Assistent-coach: 
4 Sjabalkin ·
5 Holden ·
6 Bykov ·
7 Kirilenko ·
8 Morgoenov ·
9 Samojlenko ·
10 Chrjapa ·
11 Pasjoetin ·
12 Monja ·
13 Ponkrasjov ·
14 Savrasjenko ·
15 Padioes ·
Coach: Blatt
· Assistent-coach: 
· Assistent-coach: 
4 Vorontsevitsj ·
5 Koerbanov ·
6 Bykov ·
7 Fridzon ·
8 McCarty ·
9 Sokolov ·
10 Dmitriev ·
11 Vjaltsev ·
12 Monja ·
13 Ponkrasjov ·
14 Zozoelin ·
15 Mozgov ·
Coach: Blatt
· Assistent-coach: Sjakoelin
· Assistent-coach: Pasjoetin
4 Vorontsevitsj ·
5 Kolesnikov ·
6 Bykov ·
7 Fridzon ·
8 Kaoen ·
9 Zjoekanenko ·
10 Chrjapa ·
11 Ponkrasjov ·
12 Monja  ·
13 Chvostov ·
14 Voronov ·
15 Mozgov ·
Coach: Blatt
· Assistent-coach: Sjakoelin
· Assistent-coach: 
4 Vorontsevitsj ·
5 Mozgov ·
6 Bykov ·
7 Fridzon ·
8 Sjved ·
9 Sjabalkin ·
10 Chrjapa ·
11 Antonov ·
12 Monja  ·
13 Chvostov ·
14 Ponkrasjov ·
15 Kirilenko ·
Coach: Blatt
· Assistent-coach: Sjakoelin
· Assistent-coach: 
4 Sjved ·
5 Mozgov ·
6 Karasjov ·
7 Fridzon ·
8 Kaoen ·
9 Voronov ·
10 Chrjapa ·
11 Antonov ·
12 Monja  ·
13 Chvostov ·
14 Ponkrasjov ·
15 Kirilenko ·
Coach: Blatt
· Assistent-coach: Sjakoelin
· Assistent-coach: Zjarmoechamedov
4 Karasjov ·
5 Sokolov ·
6 Valiev ·
7 Fridzon ·
8 Voronov ·
9 Koelagin ·
10 Sjved ·
11 Antonov ·
12 Monja  ·
13 Chvostov ·
14 Savrasjenko ·
15 Ponkrasjov ·
Coach: Karasjov
· Assistent-coach: Rezvyi
· Assistent-coach: Vasiljev
1 Zoebkov ·
4 Baboerin ·
5 Pateev ·
7 Fridzon ·
9 Vjaltsev ·
11 Antonov ·
12 Monja ·
13 Chvostov ·
14 Ponkrasjov  ·
20 Vorontsevitsj ·
32 Desjatnikov ·
41 Koerbanov ·
Coach: J. Pasjoetin
· Assistent-coach: Z. Pasjoetin
· Assistent-coach: Maltsev
· Assistent-coach: Artemjev